# 佩纳戈斯
佩纳戈斯，是西班牙坎塔布里亚的一个市镇。总面积32平方公里，总人口1703人（2001年），人口密度53人/平方公里。